# Хоружовце
Хоружовце (пол. Chorużowce) — село в Польщі, у гміні Новий Двур Сокульського повіту Підляського воєводства.
Населення — 202 особи (2011).
У 1975-1998 роках село належало до Білостоцького воєводства.

## Демографія
Демографічна структура станом на 31 березня 2011 року:
|          | Загалом | Допрацездатний вік | Працездатний вік | Постпрацездатний вік |
| -------- | ------- | ------------------ | ---------------- | -------------------- |
| Чоловіки | 104     | 15                 | 72               | 17                   |
| Жінки    | 98      | 18                 | 44               | 36                   |
| Разом    | 202     | 33                 | 116              | 53                   |